# سوسکچه‌های نخستین باسیلیوبلوس
سوسکچه‌های نخستین باسیلیوبلوس(نام علمی: Basiliobelus) نام یک سرده از زیرخانواده سوسکچه‌های نخستین بلینا است.